# Igor Dodon

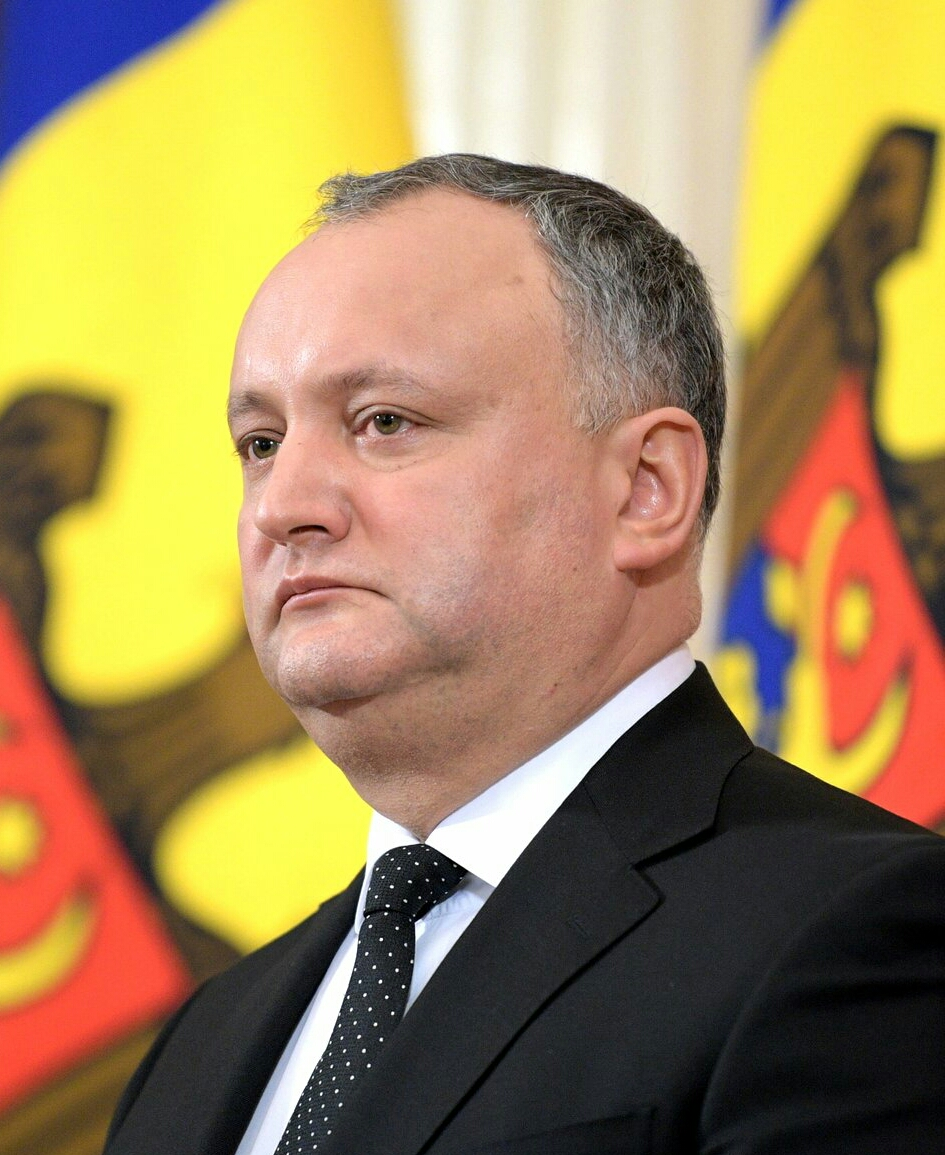
Igor Dodon (2017)

Igor Nikolajewitsch Dodon (kyrillisch Игорь Николаевич Додон; * 18. Februar 1975 in Sadova, Moldauische SSR, Sowjetunion) ist ein moldauischer Politiker und Vorsitzender der Partei der Sozialisten der Republik Moldau (PSRM). Vom 23. Dezember 2016 bis 24. Dezember 2020 war er Präsident der Republik Moldau. Er ist Mitglied des Parlaments der Republik Moldau. Er diente als Minister für Handel und Wirtschaft in den Regierungen von Vasile Tarlev und Zinaida Greceanîi von September 2006 bis September 2009.

## Leben
Dodon wurde am 18. Februar 1975 geboren in Sadova, einem Dorf im heutigen Rajon Călărași in der damaligen Moldauische Sozialistische Sowjetrepublik.
Er studierte Wirtschaftswissenschaften an der Staatlichen Universität für Landwirtschaft (Universitatea Agrară de Stat din Moldova) in Chișinău und promovierte 1998 an der ebenfalls dortigen Akademie der Wirtschaftswissenschaft (Academia de Studii Economice a Moldovei).
Dodon wurde im Mai 2005 zum Außenminister für Handel und Wirtschaft im Kabinett Tarlev ernannt. Im September 2006 übernahm er die Position des Ministers für Handel und Wirtschaft. Er blieb im Amt, als Zinaida Greceanîi am 31. März 2008 Ministerpräsidentin wurde. 2008 bis 2009 war Dodon auch stellvertretender Premierminister unter Greceanîi.
Am 14. September 2009 endete die Regierung Greceanîi und damit auch Dodons Amtszeit als Minister. Dodon war prominentes Mitglied der Partei der Kommunisten der Republik Moldau.
Im Jahr 2011 verlor Dodon knapp die Wahl zum Bürgermeister von Chișinău; Dorin Chirtoacă gewann. Im September 2011 wurde Dodon zum Präsidenten des Moldauischen Schachverbandes gewählt.
Zusammen mit Zinaida Greceanîi und Veronica Abramciuc verließ Dodon die Partei der Kommunisten im November 2011. Er berief sich dabei auf die Hoffnung, dass eine Vereinbarung mit der Regierung erarbeitet werden könnte, um einen Präsidenten zu wählen und um die anhaltende Verfassungskrise zu beenden, die nach dem Rücktritt von Vladimir Voronin im Jahr 2009 (siehe Parlamentswahl April 2009 und am 29. Juli 2009) entstanden sei.  
Zusammen mit Greceanîi und Abramciuc stimmte Dodon Anfang 2012 im Parlament auch für den pro-europäischen Präsidentschaftskandidaten Nicolae Timofti, um eine Regierungsbildung zu ermöglichen. Nach eigenen Angaben bereute er diese Entscheidung bereits kurz darauf.
Dodon trat der Partei der Sozialisten (PSRM) bei und wurde am 18. Dezember 2011 zum Parteivorsitzenden gewählt. In Folge traten zahlreiche weitere prominente Mitglieder von den Kommunisten zu den Sozialisten über.
Dodon trat bei der Präsidentschaftswahl in der Republik Moldau 2016 an, bei der er im zweiten Wahlgang mit 52,18 % gewann. Seit seinem Amtsantritt als Präsident ist Dodon offiziell parteilos, steht jedoch weiterhin der PSRM nahe.
Am 9. September 2018 wurde Dodon bei einem Verkehrsunfall leicht verletzt. Ein entgegenkommender Wagen stieß mit seiner Eskorte zusammen und ein Auto in Dodons Kolonne kippte um.

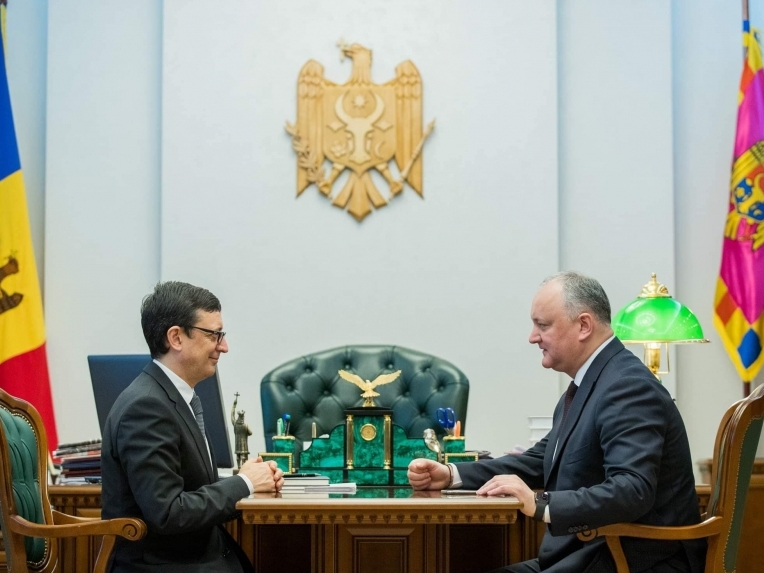
Dodon mit dem Gouverneur der Nationalbank der Republik Moldau, Octavian Armașu, 19. Februar 2020

Nach seiner Weigerung, mehrere proeuropäische Minister zu bestätigen, setzte das moldauische Verfassungsgericht die Befugnisse von Dodon vorübergehend aus. Das Verfassungsgericht suspendierte am 9. Juni 2019 Dodon von seinem Amt, da er nach der Parlamentswahl in der Republik Moldau 2019 die Regierung Koalition von PSRM und ACUM unter Missachtung verfassungsrechtlicher Vorschriften vereidigt hatte und sich geweigert hatte, das Parlament aufzulösen, und ernannte Pavel Filip, den Parteichef der oppositionellen PDM, zum Präsidenten ad interim. Dieser löste das Parlament auf und setzte für den 6. September 2019 Neuwahlen an. Die Verfassungskrise wurde am 15. Juni 2020 aufgelöst, nachdem das Verfassungsgericht seine Urteile rückgängig gemacht hatte. Die Koalition von PSRM und ACUM unter Ministerpräsidentin Maia Sandu (PAS) konnte ihr Amt antreten. Dodon verlor in der Folge die Präsidentschaftswahl am 15. November 2020 gegen Maia Sandu.

## Familie
Igor Dodon ist verheiratet und hat drei Kinder.